# Tinamou tataupa
Crypturellus tataupa
Espèce
Statut de conservation UICN

 LC  : Préoccupation mineure
Le Tinamou tataupa (Crypturellus tataupa) est une espèce d'oiseaux appartenant à la famille des Tinamidae.

## Étymologie
Tataupa provient du guarani signifiant « feu éteint » du fait de son plumage de couleur grisâtre, cendrée.

## Répartition

Son aire s'étend de manière quasi-omniprésente sur le centre et l'est de l'Amérique du Sud avec un petit nombre au Pérou et en Équateur. Le Tinamou tataupa préfère les forêts sèches jusqu'à 1 400 m d'altitude. On peut également le trouver dans les forêts humides des basses terres et dans les anciens habitats forestiers dégradés.

## Sous-espèces
Selon la classification de référence du Congrès ornithologique international (15.1, 2025) il se répartit en quatre sous-espèces (ordre phylogénique) :
- Crypturellus tataupa inops Bangs & Noble, 1918 — sud-ouest de l'Équateur et nord-ouest du Pérou ;
- Crypturellus tataupa lepidotus (Swainson, 1837) — nord-est du Brésil ;
- Crypturellus tataupa peruvianus (Cory, 1915) — centre du Pérou ;
- Crypturellus tataupa tataupa (Temminck, 1815) — du nord et est de la Bolivie au sud du Brésil, du Paraguay et au nord de l'Argentine.

## Conservation
L'UICN classe ce tinamou dans la catégorie Préoccupation mineure, avec une aire d'occurrence de 4 900 000 km2.